# Hercana bicostata
Hercana bicostata là một loài tò vò trong họ Ichneumonidae.